# نیروگاه سیکل ترکیبی ایرانشهر
نیروگاه سیکل ترکیبی ایرانشهر معروف به نیروگاه بمپور (استان سیستان و بلوچستان، ایرانشهر، کیلومتر 17 جاده ایرانشهر - بمپور) یکی از نیروگاه‌های ایران با ظرفیت تولید ۷۴۰ مگاوات است. نیروگاه ایرانشهر شامل ۲ نیروگاه مجزا از هم است. نیروگاه قدیم از نوع نیروگاه بخاری و نیروگاه جدید از نوع سیکل ترکیبی است.
نیروگاه بخار، با ظرفیت تولید ۲۵۶ مگاوات شامل ۴ واحد توربین بخار ۶۴ مگاواتی ساخت اشکودا است.
نیروگاه سیکل ترکیبی نیز با ظرفیت تولید ۴۸۴ مگاوات است که شامل ۲ واحد گازی ۱۶۲ مگاواتی و ۱ واحد بخار ۱۶۰ مگاواتی در زمینی به مساحت ۴۸ هکتار است.
سوخت این نیروگاه گاز طبیعی و سوخت پشتیبان [[سوخت دیزل| نفت کوره مازوت و نفت گاز (گازوئیل)]] است.

## روزشمار ساخت نیروگاه
طبق گفتهٔ حمید چیت‌چیان، وزیر وقت نیرو؛ تاریخ سنکرون واحدها که واحد نخست آن در ۳۰ بهمن ۱۳۹۲ و واحد دیگر آن در ۳۰ بهمن ۱۳۹۳ است.